# Jennifer Brown

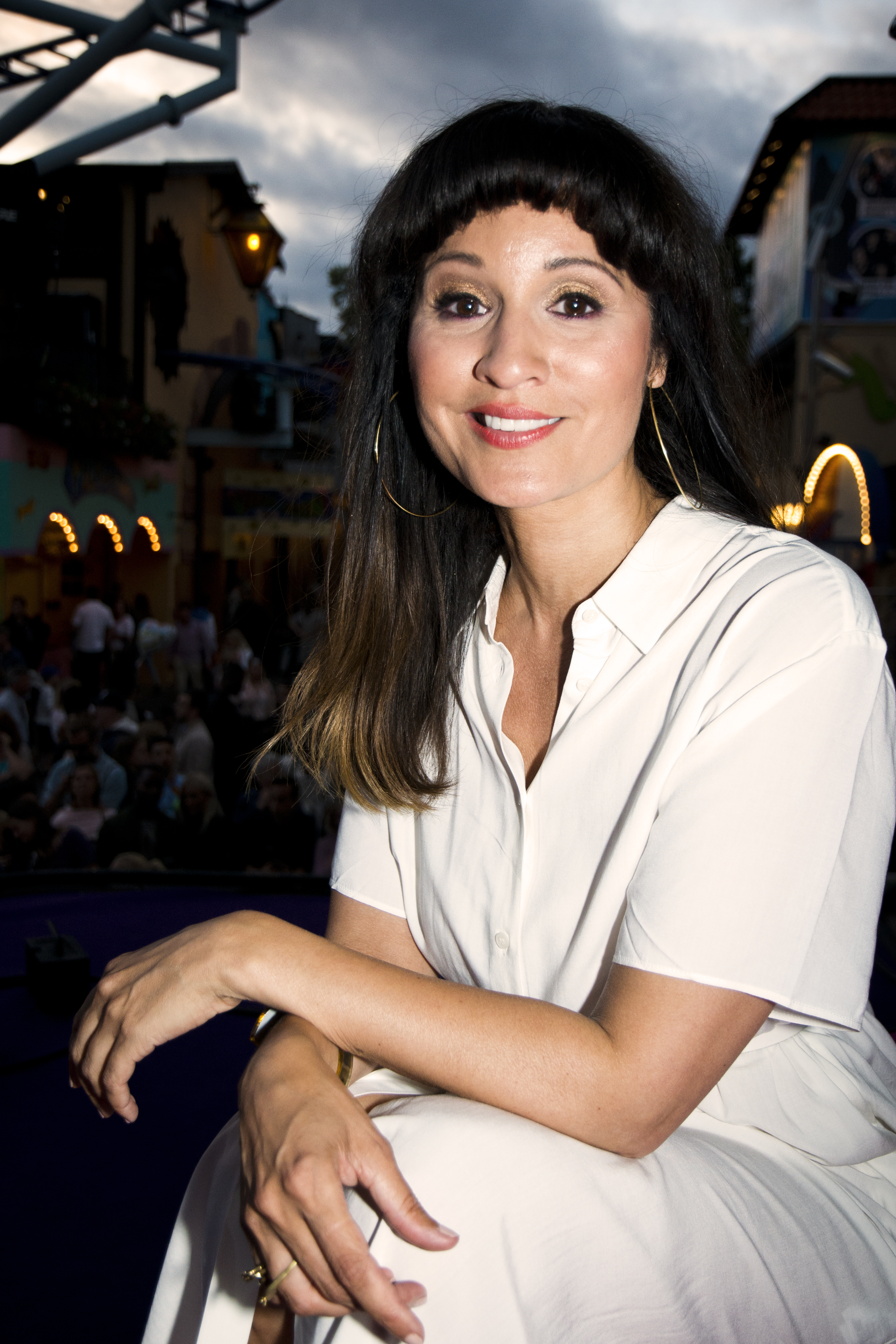
Jennifer Brown (2016)

Jennifer Vera Brown (* 18. Februar 1972 in Göteborg) ist eine schwedische Soul- und Popsängerin.

## Biografie
Gegen Mitte der 1990er Jahre zog Brown von Göteborg nach Stockholm, um dort ihre Karriere als Sängerin zu beginnen. Anfang 1994 erschien ihr Debütalbum Giving You the Best bei BMG. Der Sound war typisch für die frühen 1990er Jahre. Dieses Album erreichte Goldstatus in Schweden und enthält unter anderem ein Duett mit Lenny Kravitz. Im Frühjahr 1997 erschien In My Garden, das zweite Album. Daraus wurden unter anderem die Songs In My Garden und Adore ausgekoppelt.
Ende 1998 folgte das Album Vera, das sich in Österreich in den Charts platzieren konnte. Die Platte ist nach Browns zweiten Vornamen benannt und bietet einen Sound, der auf eine Akustikgitarre ausgerichtet ist und sich deshalb stark von den Vorgängern unterscheidet. Brown schrieb an allen Songs der Platte mit. Produziert vom Erfolgsproduzenten Billy Mann verkaufte sich Vera in Schweden so oft, dass sie dort Goldstatus erhielt und Jennifer Brown als beste Künstlerin des Jahres für den schwedischen Grammy nominiert wurde. Mit der Singleauskopplung Tuesday Afternoon erlangte sie internationale Aufmerksamkeit. Die zweite Single Alive wurde in Deutschland vor allem durch einen Remix des DJs Paul van Dyk unter dem Namen We Are Alive bekannt. Tuesday Afternoon und Naked, beide vom Album Vera, wurden für die Fernsehserie G String Divas verwendet.
Im Frühjahr 2003 veröffentlichte Brown ihr viertes Album Home, von dem die Single Weak ausgekoppelt wurde. In Deutschland kam die Platte nicht in den Handel. 2009 nahm Brown am Melodifestivalen, der schwedischen Vorauswahl zum Eurovision Song Contest, teil. Allerdings schied sie in der zweiten Vorrunde aus und belegte mit ihrem Titel Never Been Here Before den siebten Platz.

## Diskografie

### Alben
| Jahr | Titel               | Höchstplatzierung, Gesamtwochen, AuszeichnungChartplatzierungen (Jahr, Titel, Platzierungen, Wochen, Auszeichnungen, Anmerkungen) | Höchstplatzierung, Gesamtwochen, AuszeichnungChartplatzierungen (Jahr, Titel, Platzierungen, Wochen, Auszeichnungen, Anmerkungen) | Höchstplatzierung, Gesamtwochen, AuszeichnungChartplatzierungen (Jahr, Titel, Platzierungen, Wochen, Auszeichnungen, Anmerkungen) | Höchstplatzierung, Gesamtwochen, AuszeichnungChartplatzierungen (Jahr, Titel, Platzierungen, Wochen, Auszeichnungen, Anmerkungen) | Anmerkungen                        |
| Jahr | Titel               | DE | AT | UK | SE | Anmerkungen                        |
| ---- | ------------------- | --- | --- | --- | --- | ---------------------------------- |
| 1994 | Giving You the Best | — | — | — | SE1 Gold · (22 Wo.)SE | Erstveröffentlichung: Januar 1994  |
| 1997 | In My Garden        | — | — | — | SE9 (18 Wo.)SE | Erstveröffentlichung: April 1997   |
| 1998 | Vera                | — | AT31 (6 Wo.)AT | — | SE8 Gold · (21 Wo.)SE | Erstveröffentlichung: Oktober 1998 |
| 2003 | Home                | — | — | — | SE43 (3 Wo.)SE | Erstveröffentlichung: April 2003   |

### Singles
| Jahr | Titel Album                            | Höchstplatzierung, Gesamtwochen, AuszeichnungChartplatzierungen (Jahr, Titel, Album, Platzierungen, Wochen, Auszeichnungen, Anmerkungen) | Höchstplatzierung, Gesamtwochen, AuszeichnungChartplatzierungen (Jahr, Titel, Album, Platzierungen, Wochen, Auszeichnungen, Anmerkungen) | Höchstplatzierung, Gesamtwochen, AuszeichnungChartplatzierungen (Jahr, Titel, Album, Platzierungen, Wochen, Auszeichnungen, Anmerkungen) | Höchstplatzierung, Gesamtwochen, AuszeichnungChartplatzierungen (Jahr, Titel, Album, Platzierungen, Wochen, Auszeichnungen, Anmerkungen) | Höchstplatzierung, Gesamtwochen, AuszeichnungChartplatzierungen (Jahr, Titel, Album, Platzierungen, Wochen, Auszeichnungen, Anmerkungen) | Anmerkungen                                                              |
| Jahr | Titel Album                            | DE | AT | UK | SE | Dance | Anmerkungen                                                              |
| ---- | -------------------------------------- | --- | --- | --- | --- | --- | ------------------------------------------------------------------------ |
| 1993 | Heaven Come Down Giving You the Best   | — | — | — | SE21 (8 Wo.)SE | — | Erstveröffentlichung: November 1993                                      |
| 1995 | It Should Have Been You Made in Sweden | DE80 (10 Wo.)DE | — | UK83 (1 Wo.)UK | — | — | Erstveröffentlichung: Mai 1995 Blacknuss feat. Titiyo und Jennifer Brown |
| 1997 | When to Hold On In My Garden           | — | — | — | SE13 (14 Wo.)SE | — | Erstveröffentlichung: März 1997                                          |
| 1998 | Tuesday Afternoon Vera                 | DE68 (9 Wo.)DE | AT17 (8 Wo.)AT | UK57 (2 Wo.)UK | SE27 (9 Wo.)SE | — | Erstveröffentlichung: September 1998                                     |
| 1999 | Alive Vera                             | — | — | — | SE34 (5 Wo.)SE | Dance47 (4 Wo.)Dance | Erstveröffentlichung: Januar 1999                                        |
| 2003 | Weak Home                              | — | — | — | SE44 (5 Wo.)SE | — | Erstveröffentlichung: 9. April 2003                                      |
| 2009 | Bloom in November (EP) –               | — | — | — | SE39 (1 Wo.)SE | — | Erstveröffentlichung: 4. November 2009                                   |

Weitere Singles
- 1988: To Be Where You Are
- 1990: Run from Me (O.P feat. Jennifer)
- 1994: My Everything
- 1994: Take a Piece of My Heart
- 1994: You Move Me
- 1994: Lovin’ Every Minute
- 1997: In My Garden
- 1999: Two in the Morning
- 1999: Paper Crown
- 2003: Go Your Own Way
- 2009: Never Been Here Before
- 2009: Mr. Running Man

## Auszeichnungen für Musikverkäufe
| Goldene Schallplatte - Japan - 1997: für das Album Giving You the Best |

Anmerkung: Auszeichnungen in Ländern aus den Charttabellen bzw. Chartboxen sind in ebendiesen zu finden.
| Land/RegionAuszeichnungen für Musikverkäufe (Land/Region, Auszeichnungen, Verkäufe, Quellen) | Gold     | Platin | Verkäufe | Quellen              |
| -------------------------------------------------------------------------------------------- | -------- | ------ | -------- | -------------------- |
| Japan (RIAJ)                                                                                 | Gold1    | —      | 100.000  | riaj.or.jp           |
| Schweden (IFPI)                                                                              | 2× Gold2 | —      | 100.000  | sverigetopplistan.se |
| Insgesamt                                                                                    | 3× Gold3 | —      |          |                      |